# Beornred merciai király
Beornred más néven Beornrad (angolszászul: BEORNRǢD MIERCNA CYNING), († 769) Mercia királya 757-ben.

## Uralkodása
Bernwine fia, Wulfhere merciai király († 674) unokája. Æthelbald meggyilkolása után rövid ideig Mercia királya volt, de utóda, Offa még abban az évben lemondatta a trónról. Lemondatása után még 12 évet élt. Halálának oka nem ismert.
Uralkodásáról az Angolszász krónika a következőket írja:

„7 þy ilcan geare mon ofsloh Æþelbald Mearcna cyning on Sæcandune, 7 his lic ræsteð on Hreopandune, 7 he ricsade .xli. wintra. 7 Beornred feng to rice 7 lytle hwile heold 7 ungefealice, 7 þy ilcan geare Offa geflemde Beornred 7 feng to þam rice 7 heold .xxxix. wintra, ...

...És még ugyanabban az évben Aethelbaldot, Mercia királyát, aki 41 évig uralkodott, megölték Seckingtonnál, és testét Reptonban temették el. Aztán Beornrednek sikerült megszereznie a királyságot (...); és ugyanebben az évben Offa felkelt Beornred ellen, és sikerült megszereznie a királyságot...”

## Gyermekei
Felesége neve nem ismert, egy fiáról tudunk: Bernnothról.

## Fordítás
- Ez a szócikk részben vagy egészben  a   Beornred of Mercia című angol Wikipédia-szócikk fordításán alapul.  Az eredeti cikk szerkesztőit annak laptörténete sorolja fel. Ez a jelzés csupán a megfogalmazás eredetét és a szerzői jogokat jelzi, nem szolgál a cikkben szereplő információk forrásmegjelöléseként.

| Előző uralkodó: Æthelbald | Mercia királya 757 | Következő uralkodó: Offa |